# 富士映画
富士映画株式会社（ふじえいが、Fuji Eiga Co., Ltd., 1950年代 創立 - 1962年1月 改組）は、かつて存在した日本の映画会社である。現在の大蔵映画の前身である。

## 略歴・概要
サイレント映画時代には活動弁士であった大蔵貢は、トーキー時代が近づくにつれ、映画館経営者にシフトして行ったが、少なくとも第二次世界大戦後の1955年（昭和30年）までには、富士映画を設立し、同年には、丸根賛太郎監督の『天下の若君漫遊記 前篇 変幻出没の巻 / 後篇 活殺自在の巻』を製作、同年8月9日、大蔵が取締役を務めていた日活の配給により同作を公開している。同年12月には、大蔵が新東宝社長に抜擢されている。1956年（昭和31年）以降の同社の製作物は、新東宝が配給することとなる。
社長を大蔵が務め、副社長には大蔵の実弟で歌手の近江俊郎（大蔵敏彦）が就任した。本社を東京都目黒区芳窪町11番地（現在の同区東が丘1丁目あたり）に置く。同地は、1947年（昭和22年）に今村貞雄らが設立したラジオ映画株式会社のあった場所であり、ラジオ映画は1953年（昭和28年）1月、南方映画社を前身とするテレビ映画株式会社に吸収合併されていた。
1960年（昭和35年）、大蔵が新東宝から富士映画へ、新東宝第二撮影所（戦前の東京発声映画製作所、現在のオークラランド）を譲渡させる。同年12月1日、大蔵は新東宝の代表取締役から退陣する。
1962年（昭和37年）1月、この富士映画を母体に「大蔵映画」を新たに設立、洋画配給会社大和フィルムを吸収合併して同社代表の徳江清太郎を専務取締役に迎え、新会社・大蔵映画は同年、外国映画の配給を開始する。近江俊郎は引き続き大蔵映画の副社長を最晩年まで務めた。

## 会社データ
- 所在地 : 東京都目黒区芳窪町11番地[3]（現在の同区東が丘1丁目あたり）
- 代表 : 代表取締役 大蔵貢
- 資本金 : 6,000万円

## おもなフィルモグラフィ
日本映画データベースに見られる配給作品の一覧である。1956年以降はすべて新東宝配給である。
- 『天下の若君漫遊記 前篇 変幻出没の巻 / 後篇 活殺自在の巻』 : 製作今村貞雄、監督丸根賛太郎、主演明智三郎、1955年8月9日公開 - 配給日活

- 『剣豪対豪傑誉れの決戦』 : 製作・監督近江俊郎、主演宇津井健、1956年3月13日公開
- 『思い出月夜』 : 製作・監督近江俊郎、脚本石井輝男、主演高島忠夫、1956年6月21日公開
- 『坊ちゃんの逆襲』 : 製作・監督・脚本近江俊郎、原作・脚本川内康範、主演高島忠夫、1956年12月5日公開
- 『女護が島珍騒動』 : 製作曽我益也、監督菅井照三、主演佐山俊二、1957年1月13日公開
- 『ドライ夫人と亭主関白』 : 製作・監督・原作・脚本近江俊郎、脚本米山正夫、主演高島忠夫、1957年3月20日公開
- 『坊ちゃんの主将』 : 製作・監督・脚本近江俊郎、主演高島忠夫、1957年9月14日公開
- 『妖蛇荘の魔王』 : 製作大蔵貢、監督曲谷守平、主演明智十三郎、1957年10月22日公開
- 『新妻の実力行使』 : 製作・監督・原作・脚本近江俊郎、主演坊屋三郎、1957年11月3日公開
- 『楠公二代誠忠録』 : 製作大蔵貢、監督小野田正彦、主演若山富三郎、1958年3月14日公開
- 『太陽娘と社長族』 : 製作大蔵貢、監督小森白、主演久保菜穂子、1958年5月18日公開
- 『薔薇と女拳銃王』 : 製作大蔵貢、監督小森白、主演小畑絹子、1958年7月6日公開
- 『警察官出世パトロール』 : 製作大蔵貢、監督小森白、主演高島忠夫、1958年11月1日公開
- 『ヌードモデル殺人事件』 : 製作大蔵貢、監督赤坂長義、主演中山昭二、1958年11月1日公開
- 『坊ちゃんに惚れた七人娘』 : 製作・監督近江俊郎、主演高島忠夫、1959年1月5日公開
- 『ワンマン今昔物語』 : 製作・監督近江俊郎、主演由利徹、1959年3月20日公開
- 『続スーパー・ジャイアンツ 悪魔の化身』 : 製作大蔵貢、監督赤坂長義、主演宇津井健、1959年3月27日公開
- 『続スーパー・ジャイアンツ 毒蛾王国』 : 製作大蔵貢、監督赤坂長義、主演宇津井健、1959年4月24日公開
- 『暴力娘』 : 製作大蔵貢、監督曲谷守平、主演万里昌代、1959年6月6日公開
- 『東海道弥次喜多珍道中』 : 製作・監督・脚本近江俊郎、主演嵐寛寿郎、1959年12月27日公開

- 『危険な誘惑』 : 製作大蔵貢、監督小林悟、主演池内淳子、1960年1月23日公開
- 『若社長と爆発娘』 : 製作・監督近江俊郎、主演高島忠夫、1960年3月6日公開
- 『三人の女強盗』 : 製作大蔵満彦、監督小林悟、主演万里昌代、1960年3月26日公開
- 『爆発娘罷り通る』 : 製作・監督・脚本近江俊郎、主演大空真弓、1960年5月17日公開
- 『拳銃と驀走』 : 製作大蔵貢、監督小林悟、主演高宮敬二、1960年7月15日公開
- 『反逆児』 : 製作大蔵貢、監督小林悟、主演浅見比呂志、1960年8月26日公開
- 『トップ屋を殺せ』 : 製作大蔵満彦、監督高橋典、脚本石原慎太郎、主演天知茂、1960年9月8日公開
- 『蛇精の淫』 : 製作大蔵貢、監督曲谷守平、主演小畑絹子、1960年9月19日公開
- 『まぼろし探偵 恐怖の宇宙人』 : 製作大蔵満彦、監督小林悟、主演中岡慎太郎、1960年11月19日公開
- 『まぼろし探偵 幽霊塔の大魔術団』 : 製作大蔵満彦、監督小林悟、主演中岡慎太郎、1960年12月3日公開
- 『凸凹珍道中』 : 製作・監督・脚本近江俊郎、主演由利徹、1960年12月27日公開

## 関連事項
- ラジオ映画
- 新東宝

## 註
1. ↑  天下の若君漫遊記 前篇 変幻出没の巻 後篇 活殺自在の巻、日本映画データベース、2010年8月2日閲覧。
2. ↑  『日本映画発達史 IV 史上最高の映画時代』、田中純一郎、中公文庫、1976年3月10日 ISBN 4122003156, p.206-207.
3. 1 2  『文藝年鑑』、日本文芸家協会、新潮社、1958年、p.78.
4. ↑  『キネマ旬報年鑑』、黒甕社、1954年、p.103.
5. 1 2  『日本映画発達史 IV 史上最高の映画時代』、p.332.
6. 1 2  『日本映画発達史 IV 史上最高の映画時代』、p.451.